# Martin Lauer
Karl Martin Lauer (Köln, 1937. január 2. – Lauf an der Pegnitz, 2019. október 6.) olimpiai bajnok német rövidtávfutó, countryénekes.

## Pályafutása
Az 1958-as stockholmi Európa-bajnokságon 110 m gáton aranyérmes lett. Az 1960-as római olimpián 4 × 100 m váltóban aranyérmet szerzett. Társai Bernd Cullmann, Armin Hary és Walter Mahlendorf voltak. Az olimpia után egészségügyi okok miatt kénytelen volt visszavonulni, majd sikeres countryénekes lett. 1964-ben Taxi nach Texas című kislemeze Ezüst Oroszlán-díjat kapott a Radio Luxembourg-tól.

## Sikerei, díjai
- Olimpiai játékok – 4 × 100 m
  - aranyérmes: 1960, Róma (4 × 100 m)
- Európa-bajnokság – 110 m gát
  - aranyérmes: 1958, Stockholm